# Grotte du Baré
La grotte du Baré est une cavité karstique du massif du Chablais située dans le département de la Haute-Savoie, sur la commune d'Onnion, à 1 190 mètres d'altitude.

## Géographie

### Situation
La grotte fait partie d'un ensemble de trois cavités, avec les grottes du Lichen et de la Grande Barne, situé au rocher Blanc, une importante falaise qui domine le village d'Onnion. Son emplacement la rend difficile d'accès et les pillages successifs dans les années 1980 et 1990 ont conduit à en interdire son accès depuis octobre 2013 pour préserver son patrimoine préhistorique avec la pose d'une grille à son entrée.

### Géologie
La falaise abritant la grotte appartient à la nappe des Préalpes médianes plastiques. Elle est entièrement composée par les calcaires du Jurassique supérieur de la formation du Moléson qui forme l'un des derniers plis anticlinaux du chainon des Brasses,. La dissolution ponctuelle des calcaires de cette unité est à l'origine de la formation de nombreuses cavités dans la vallée du Risse et qui comprend aussi les grottes de Mégevette, situées à l'est de celles du rocher Blanc, sur l'autre flanc du pli, au pied du rocher de la Culaz

## Histoire

### Campagnes de fouille
La présence de ces grottes ainsi que les ossements qu'elles contiennent était connu uniquement par les populations locales qui possédaient alors plusieurs pièces mais elles étaient alors inconnues des cercles scientifiques. Contrairement aux grottes de Mégevette dont le gisement fossilifère était rapporté dès le début du XXe siècle, le contenu des cavités du rocher Blanc ne fut découvert que bien plus tard par Georges Amoudruz et Orlando Granges. 
Quelques années plus tard, les trois cavités sont explorées entre le printemps 1950 et l'automne 1951 par deux archéologues suisses, Jean-Christian Spahni et Danilo Rigassi,. Dix campagnes de fouilles sont organisés pour cent jours de travail sur les trois grottes au cours desquelles des enfants du coin sont réquisitionnés et payés un sou la journée.
Une seconde phase de fouille se produit à partir des années 2010. Une première campagne s'inscrit dans le cadre du programme OURSALP destiné à étudier les populations d'ours des cavernes dans les Alpes et le Jura. Une seconde campagne menée entre 2019 et 2022 s'est focalisée sur la datation de l’occupation néandertalienne du site et a aussi réalisé une reproduction 3D de la grotte
,.

### Interprétations paléontologiques

Chronologie de l'occupation de la grotte du Baré par les Néandertaliens puis par diverses espèces animales (étoiles).

La grotte du Baré est le plus ancien site archéologique de Haute-Savoie. Elle est aussi la seule des trois cavités du rocher Blanc à comporter des traces  de présence humaine. Les campagnes de fouilles menées dans les années 1950 ont permis de mettre au jour dix artefacts en quartzite,. Ces artefacts, caractéristiques de la méthode Levallois et du Moustérien, attestent de l’occupation par les Néandertaliens au Paléolithique moyen, entre 70 000 et 40 000 ans avant notre ère. L'une des pierres taillées se distingue par sa confection dans un matériau de meilleure qualité et dont le tranchant a été le plus souvent ravivé. Les autres artefacts présentent des impuretés qui les rendent plus difficile à tailler. Ces quartzites pourrait provenir de la région de Praz de Lys - Sommand, de l'autre côté de la vallée du Risse, où affleure des niveaux siliceux (spicules d'éponge siliceuse, quartz) appartenant au Crétacé supérieur (formation de Bonave) de la nappe de la Brèche. Par contre, les nodules de silex présents dans la formation de Moléson ne semblent pas avoir été exploités, en raison probablement de leur nature plus friable.
La grotte a aussi servi de refuge à de nombreuses espèces animales où près de 16 000 ossements ont été retrouvés. L'ours des cavernes est l'espèce dominante mais on y dénombre aussi des restes de lion des cavernes, lynx boréal, cerf élaphe, marmotte, etc.,. La datation par le carbone 14 obtenue à partir d'ossements d'ours (Ursus spelaeus, U. arctos), de lion des cavernes (Panthera spelaea) et d'herbivores (Capra ibex) ont fourni une gamme d'âge comprise entre 36 100 ± 1 400 ans BP et 21 970 ± 250 ans BP. Ces âges postérieurs à l’occupation humaine témoignent que la grotte a ensuite servi pour l'hivernation des ours, en tant que tanière (loups, lion, etc.) ou en guise de refuge pour les herbivores (cerfs, bouquetin, etc.). Cette occupation s'interrompt ensuite peu avant le dernier maximum glaciaire au cours duquel la caverne devait être obstruée par les glaciers.

### Pillages
Les pillages successifs ont cependant dégradé le registre archéologique et paléontologique de la grotte. Plus de 20 000 ossements d'ours des cavernes auraient ainsi été retirés de l'un des boyaux de la grotte. Les dégâts occasionnés par le pillage seraient tels qu'il ne resterait que 5 cm de potentiel archéologique ce qui rend impossible de dater précisément les périodes d'occupation de la grotte par Néandertal,.